# Victor Victoria
Cet article concerne le remake de Blake Edwards. Pour les films antérieurs, voir Victor et Victoria.
Pour l’article homonyme, voir Victor Victoria (comédie musicale).
Pour plus de détails, voir Fiche technique et Distribution.
Victor Victoria est un film musical américano-britannique réalisé par Blake Edwards, sorti en 1982.
Il s'agit du remake du film allemand Victor et Victoria de Reinhold Schünzel, sorti en 1933.
Le film de Schünzel avait fait l’objet d’une autre adaptation cinématographique sous le titre Victor et Victoria par le réalisateur tchécoslovaque Karl Anton en 1957.
Le film a été adapté en comédie musicale, également par Blake Edwards, en 1995.
Toutes ces différentes versions présentent cependant des scénarios assez éloignés les uns des autres, et c'est bien la version de 1982 qui eut de loin le plus grand succès.

## Synopsis
Dans les années 1930 à Paris, Victoria Grant, une chanteuse classique, ne trouve plus de contrat. Alors qu'elle touche le fond, elle rencontre un homosexuel quinquagénaire, Carroll Todd dit Toddy, qui imagine de la faire passer pour un homme dans un cabaret spécialisé dans les spectacles de travestis. Sous le nom de Victor Grazinski, Victoria connaît un immense succès dans les cabarets parisiens, au point d'attirer l'attention de King Marchand, un producteur de spectacles venu d'Amérique, en lien avec la mafia de Chicago, grand amateur de jolies femmes et qui est extrêmement troublé de se sentir attiré par celle qu'il croit être un homme.

## Fiche technique
- Titre : Victor Victoria
- Réalisation : Blake Edwards
- Scénario : Blake Edwards, d'après le scénario de Reinhold Schünzel
- Photographie : Dick Bush
- Montage : Ralph E. Winters
- Décors : Rudger Maus, Tim Hutchinson, William Craig Smith et Harry Cordwell
- Costumes : Patricia Norris
- Musique : Henry Mancini
  - Chansons : Leslie Bricusse (paroles), Henry Mancini (musique)
- Chorégraphie : Paddy Stone
- Production : Tony Adams (en) et Blake Edwards
- Société de production : Metro-Goldwyn-Mayer
- Société de distribution : Metro-Goldwyn-Mayer
- Pays de production :  États-Unis,  Royaume-Uni
- Langue : anglais
- Genre : film musical
- Durée : 132 minutes
- Format : couleurs - 35 mm (Panavision) - 2,35:1 - son Dolby stéréo
- Dates de sortie : 
  - États-Unis : 19 mars 1982
  - France : 13 octobre 1982

## Distribution
- Julie Andrews (VF : Perrette Pradier) : Victoria Grant / le comte Victor Grazinski
- James Garner (VF : Jean-Claude Michel) : King Marchand
- Robert Preston (VF : Claude Bertrand) : Carroll « Toddy » Todd
- Lesley Ann Warren (VF : Francine Lainé) : Norma Cassady
- Alex Karras (VF : Roger Lumont) : « Squash » Bernstein
- John Rhys-Davies (VF : Sady Rebbot) : André Cassell
- Peter Arne (VF : William Sabatier) : Labisse
- Sherloque Tanney (VF : Henri Labussière) : Charles Bovin, le détective
- Malcolm Jamieson (VF : Jean-Pierre Leroux) : Richard Di Nardo
- Ina Skriver (VF : Évelyn Séléna) : Simone Kallisto
- Maria Charles (en)
- Graham Stark (VF : Georges Aubert (acteur)) : le serveur
- David Gant (en) : le directeur du restaurant
- Michael Robbins (en) (VF : René Bériard) : le directeur de l’hôtel
- Norman Chancer (VF : Alain Dorval) : Sal Andratti
- Geoffrey Beevers (en) (VF : Jean Lescot) : l'inspecteur Berheim
- Matyelok Gibbs (VF : Nathalie Nerval) : Mlle Selma, la secrétaire de Cassell
- Bill Monks (VF : Gilles Tamiz) : Leclou, l'équilibriste
- Sam Williams (VF : Gilles Laurent) : « Chorus Boy »
- Simon Chandler (VF : William Coryn) : « Chorus Boy »
- Neil Cunningham (VF : Roger Crouzet) : le présentateur
- Paddy Ward (VF : Jacques Ebner) : René (François dans la VF), le photographe
- Jay Benedict : Guy Langois
- Olivier Pierre : le compagnon de Langois

## Distinctions

### Récompenses
- Oscars du cinéma 1983 :
  - meilleure musique de film (meilleure partition de chansons et adaptation musicale) pour Leslie Bricusse et Henry Mancini.
- Golden Globe de la meilleure actrice dans un film musical ou une comédie 1982 pour Julie Andrews.
- National Board Of Review 1982, meilleur second rôle : Robert Preston.
- Writers Guild Of America Awards 1982, meilleure comédie adaptée d'une autre œuvre : Blake Edwards.
- César du meilleur film étranger 1983.

### Nominations
- Oscars du cinéma 1983 :
  - meilleure actrice pour Julie Andrews ;
  - meilleur acteur dans un second rôle pour Robert Preston ;
  - meilleure actrice dans un second rôle pour Lesley Ann Warren ;
  - meilleurs décors pour Rodger Maus, Tim Hutchinson, William Craig Smith et Harry Cordwell ;
  - meilleure création de costumes pour Patricia Norris ;
  - meilleur scénario adapté pour Blake Edwards.

## Autour du film
- Le film, dont l'action est censée se dérouler à Paris au début des années 1930, a été entièrement tourné dans les studios de Pinewood près de Londres. On peut voir au début du film une colonne Morris avec une affiche de Fanny de Marcel Pagnol.
- Julie Andrews affirma avoir beaucoup observé ses partenaires James Garner et Robert Preston, pour les scènes où elle simulait la masculinité : « Les hommes sont plus calmes que les femmes. Ils font beaucoup moins de gestes, de mouvements qu'elles, avec les mains, notamment, mais aussi avec le visage, les sourcils. »[réf. nécessaire]
- Julie Andrews reprendra son rôle dans une adaptation en comédie musicale créée  au Marquis Theater de Broadway le 25 octobre 1995, aux côtés de Tony Roberts et Michael Nouri (734 représentations).
- Tom Selleck, pressenti pour le rôle finalement tenu par James Garner, hésita longtemps avant de le refuser, car il ne put abandonner la série Magnum. Le même phénomène se produisit quand Steven Spielberg lui proposa le rôle d'Indiana Jones dans Les Aventuriers de l'arche perdue (1981), rôle qui revint finalement à Harrison Ford.